# Albo d'oro del campionato italiano di calcio a 5

## Albo d'oro
Elenco dei vincitori del campionato italiano di calcio a 5 di massimo livello.

### Campionato italiano di calcio a 5 - poule scudetto
| Stagione | Vincitore         | Secondo posto             | Terzo posto      | Quarto posto           | Sede       |
| 1984     | Roma Calcetto (1) | Roma RCB                  | Hobby Sport Roma | Mondo Rubber Torino    | Roma       |
| 1984-85  | Roma Calcetto (2) | 3G78 Marino               | Helios Ostia     | C.S. Ciampino          | San Marino |
| 1985-86  | Ortana (1)        | Roma Calcetto             | Bubi Merano      | Padana Impianti Modena | Roma       |
| 1986-87  | Marino (1)        | Ortana                    | Barbagrigia      | Palermo                | Palermo    |
| 1987-88  | Roma RCB (1)      | Millefonti Torino         | Brillante Roma   | Libertas Corbino       | Merano     |
| 1988-89  | Roma RCB (2)      | Camel Vigna Stelluti Roma | Barbazza Roma    | Barbagrigia            | Roma       |

### Serie A (4 gironi) - poule scudetto
| Stagione | Vincitore    | Secondo posto | Terzo posto | Quarto posto        | Sede    |
| 1989-90  | Roma RCB (3) | Marino        | Ortana      | Gruppo Sportivo BNL | Bologna |

### Serie A (girone unico) - poule scudetto
| Stagione | Vincitore    | Secondo posto        | Terzo posto          | Quarto posto        | Sede |
| 1990-91  | Roma RCB (4) | Geas Meda Roma       | Torrino              | Gruppo Sportivo BNL | Roma |
| 1991-92  | BNL Roma (1) | Ericsson Sielte Roma | Torrino              | Geas Meda Roma      | Roma |
| 1992-93  | Torrino (1)  | Gruppo Sportivo BNL  | Ericsson Sielte Roma | Ladispoli           | Roma |
| 1993-94  | Torrino (2)  | Gruppo Sportivo BNL  | Roma RCB             | Ladispoli           | Roma |
| 1994-95  | BNL Roma (2) | Torrino              | Sparta Roma          | Milano              | Roma |
| 1995-96  | BNL Roma (3) | Torrino              | Nova Roma            | Città di Palermo    | Roma |
| 1996-97  | BNL Roma (4) | Milano               | Lazio                | ITCA Torino         | Roma |

### Serie A (girone unico) - play-off
| Stagione | Vincitore | Secondo posto | Semifinaliste | | | |
| 1997-98  | Lazio (1) | Gruppo Sportivo BNL | Megara Augusta e Petrarca | | | |
| 1998-99  | Torino (1) | Gruppo Sportivo BNL | Megara Augusta e Città di Palermo | | | |
| 1999-00  | Genzano (1) | Lazio | Megara Augusta e Gruppo Sportivo BNL | | | |
| 2000-01  | Roma RCB (5) | Gruppo Sportivo BNL | Megara Augusta e Prato | | | |
| 2001-02  | Prato (1) | Stabia | Gruppo Sportivo BNL e Lazio | | | |
| 2002-03  | Prato (2) | Lazio | Gruppo Sportivo BNL e Pescara | | | |
| 2003-04  | Arzignano (1) | Perugia | Prato e Roma RCB | | | |
| 2004-05  | Perugia (1) | Roma | Luparense e Nepi | | | |
| 2005-06  | Arzignano (2) | Nepi | Luparense e Roma | | | |
| 2006-07  | Luparense (1) | Lazio Colleferro | Marca Trevigiana e Montesilvano | | | |
| 2007-08  | Luparense (2) | Arzignano | Lazio Colleferro e Napoli | | | |
| 2008-09  | Luparense (3) | Montesilvano | Arzignano e Marca | | | |
| 2009-10  | Montesilvano (1) | Marca | Bisceglie e Luparense | | | |
| 2010-11  | Marca (1) | Pescara | Luparense e Montesilvano | | | |
| 2011-12  | Luparense (4) | Marca | Lazio e Montesilvano | | | |
| 2012-13  | Marca (2) | Luparense | Acqua e Sapone e Asti | | | |
| 2013-14  | Luparense (5) | Acqua e Sapone | Asti e Lazio | | | |
| 2014-15  | Pescara (1) | Kaos | Acqua e Sapone e Luparense | | | |
| 2015-16  | Asti (1) | Real Rieti | Acqua e Sapone e Luparense | | | |
| 2016-17  | Luparense (6) | Pescara | Acqua e Sapone e Napoli | | | |
| 2017-18  | Acqua e Sapone (1) | Luparense | CAME Treviso e Real Rieti | | | |
| 2018-19  | Italservice (1) | Acqua e Sapone | Napoli e Real Rieti | | | |
| 2019-20  | Titolo non assegnato a causa dello stop del campionato dovuto alla pandemia di CoViD-19. Al momento della sospensione la prima classificata era l'Italservice, a cui è stato assegnato il posto in UEFA Futsal Champions League 2020-2021. | Titolo non assegnato a causa dello stop del campionato dovuto alla pandemia di CoViD-19. Al momento della sospensione la prima classificata era l'Italservice, a cui è stato assegnato il posto in UEFA Futsal Champions League 2020-2021. | Titolo non assegnato a causa dello stop del campionato dovuto alla pandemia di CoViD-19. Al momento della sospensione la prima classificata era l'Italservice, a cui è stato assegnato il posto in UEFA Futsal Champions League 2020-2021. | Titolo non assegnato a causa dello stop del campionato dovuto alla pandemia di CoViD-19. Al momento della sospensione la prima classificata era l'Italservice, a cui è stato assegnato il posto in UEFA Futsal Champions League 2020-2021. | Titolo non assegnato a causa dello stop del campionato dovuto alla pandemia di CoViD-19. Al momento della sospensione la prima classificata era l'Italservice, a cui è stato assegnato il posto in UEFA Futsal Champions League 2020-2021. | Titolo non assegnato a causa dello stop del campionato dovuto alla pandemia di CoViD-19. Al momento della sospensione la prima classificata era l'Italservice, a cui è stato assegnato il posto in UEFA Futsal Champions League 2020-2021. |
| 2020-21  | Italservice (2) | Meta Catania | CAME Treviso e Feldi Eboli | | | |
| 2021-22  | Italservice (3) | Feldi Eboli | Olimpus Roma e Napoli | | | |
| 2022-23  | Feldi Eboli (1) | Olimpus Roma | Napoli e Pescara | | | |
| 2023-24  | Meta Catania (1) | Napoli | L84 e Italservice | | | |
| 2024-25  | Meta Catania (2) | Napoli | Feldi Eboli e Ecocity Genzano | | | |

## Statistiche

### Titoli per squadra
| Squadra        | Titoli | Anni                               |
| -------------- | ------ | ---------------------------------- |
| Luparense      | 6      | 2007, 2008, 2009, 2012, 2014, 2017 |
| Roma RCB       | 5      | 1988, 1989, 1990, 1991, 2001       |
| BNL Roma       | 4      | 1992, 1995, 1996, 1997             |
| Italservice    | 3      | 2019, 2021, 2022                   |
| Roma           | 2      | 1984, 1985                         |
| Torrino        | 2      | 1993, 1994                         |
| Prato          | 2      | 2002, 2003                         |
| Arzignano      | 2      | 2004, 2006                         |
| Marca          | 2      | 2011, 2013                         |
| Ortana         | 1      | 1986                               |
| Marino         | 1      | 1987                               |
| Lazio          | 1      | 1998                               |
| Torino         | 1      | 1999                               |
| Genzano        | 1      | 2000                               |
| Perugia        | 1      | 2005                               |
| Montesilvano   | 1      | 2010                               |
| Pescara        | 1      | 2015                               |
| Asti           | 1      | 2016                               |
| Acqua e Sapone | 1      | 2018                               |
| Feldi Eboli    | 1      | 2023                               |
| Meta Catania   | 1      | 2024                               |

### Titoli per città
| Città                 | Titoli | Squadre vincenti                                             |
| --------------------- | ------ | ------------------------------------------------------------ |
| Roma                  | 14     | Roma RCB (5), BNL Roma (4), Roma (2), Torrino (2), Lazio (1) |
| San Martino di Lupari | 6      | Luparense (6)                                                |
| Pesaro                | 3      | Italservice (3)                                              |
| Arzignano             | 2      | Arzignano (2)                                                |
| Prato                 | 2      | Prato (2)                                                    |
| Castelfranco Veneto   | 2      | Marca (2)                                                    |
| Asti                  | 1      | Asti (1)                                                     |
| Città Sant'Angelo     | 1      | Acqua e Sapone (1)                                           |
| Eboli                 | 1      | Feldi Eboli (1)                                              |
| Genzano di Roma       | 1      | Genzano (1)                                                  |
| Marino                | 1      | Marino (1)                                                   |
| Montesilvano          | 1      | Montesilvano (1)                                             |
| Orte                  | 1      | Ortana (1)                                                   |
| Perugia               | 1      | Perugia (1)                                                  |
| Pescara               | 1      | Pescara (1)                                                  |
| Torino                | 1      | Torino (1)                                                   |
| Catania               | 1      | Meta Catania (1)                                             |

### Titoli per regione
| Regione  | Titoli | Squadre vincenti                                                                                  |
| -------- | ------ | ------------------------------------------------------------------------------------------------- |
| Lazio    | 17     | Roma RCB (5), BNL Roma (4), Roma (2), Torrino (2), Lazio (1), Marino (1), Genzano (1), Ortana (1) |
| Veneto   | 10     | Luparense (6), Arzignano (2), Marca (2)                                                           |
| Abruzzo  | 3      | Montesilvano (1), Pescara (1), Acqua e Sapone (1)                                                 |
| Marche   | 3      | Italservice (3)                                                                                   |
| Piemonte | 2      | Torino (1), Asti (1)                                                                              |
| Toscana  | 2      | Prato (2)                                                                                         |
| Umbria   | 1      | Perugia (1)                                                                                       |
| Campania | 1      | Feldi Eboli (1)                                                                                   |
| Sicilia  | 1      | Meta Catania (1)                                                                                  |

## Piazzamenti delle squadre nei play-off
Sono 60 le società che hanno partecipato ad almeno una edizione dei play-off scudetto, dal 1997-98 al 2022-23. Fino alla stagione 2008-09 le squadre di Serie A classificatesi nelle prime quattro posizioni erano qualificate d'ufficio ai quarti di finale mentre quelle giunte tra il quinto e il decimo posto davano vita, insieme alle vincitrici dei due gironi di Serie A2, ad un turno preliminare.
| Squadra             | Titoli | Finali perse | Sem. | Quart. | Prel. | Tot. |
| ------------------- | ------ | ------------ | ---- | ------ | ----- | ---- |
| Luparense           | 6      | 2            | 6    | 1      | 1     | 16   |
| Italservice         | 3      | 0            | 0    | 1      | 0     | 4    |
| Marca               | 2      | 2            | 2    | 1      | 0     | 7    |
| Arzignano           | 2      | 1            | 1    | 2      | 0     | 6    |
| Prato               | 2      | 0            | 2    | 3      | 0     | 7    |
| Lazio               | 1      | 3            | 4    | 7      | 2     | 17   |
| Pescara/A&S         | 1      | 2            | 5    | 3      | 0     | 11   |
| Pescara             | 1      | 2            | 0    | 5      | 0     | 8    |
| Montesilvano        | 1      | 1            | 4    | 6      | 0     | 12   |
| Feldi Eboli         | 1      | 1            | 1    | 1      | 0     | 4    |
| Perugia             | 1      | 1            | 0    | 2      | 2     | 6    |
| Meta Catania        | 1      | 1            | 0    | 2      | 0     | 3    |
| Asti                | 1      | 0            | 2    | 3      | 0     | 6    |
| Roma RCB            | 1      | 0            | 1    | 3      | 1     | 6    |
| Genzano             | 1      | 0            | 0    | 5      | 1     | 7    |
| Torino              | 1      | 0            | 0    | 2      | 0     | 3    |
| Gruppo Sportivo BNL | 0      | 3            | 3    | 1      | 0     | 7    |
| Real Rieti          | 0      | 1            | 2    | 2      | 0     | 5    |
| Roma                | 0      | 1            | 1    | 1      | 0     | 3    |
| Nepi                | 0      | 1            | 1    | 0      | 1     | 3    |
| Olimpus Roma        | 0      | 1            | 1    | 0      | 0     | 2    |
| Kaos                | 0      | 1            | 0    | 6      | 0     | 7    |
| Stabia              | 0      | 1            | 0    | 1      | 1     | 3    |
| Augusta             | 0      | 0            | 4    | 3      | 5     | 12   |
| Napoli              | 0      | 0            | 3    | 2      | 2     | 7    |
| CAME Treviso        | 0      | 0            | 2    | 2      | 0     | 4    |
| Napoli              | 0      | 0            | 2    | 0      | 0     | 2    |
| Petrarca            | 0      | 0            | 1    | 7      | 0     | 8    |
| Bisceglie           | 0      | 0            | 1    | 2      | 2     | 5    |
| Città di Palermo    | 0      | 0            | 1    | 1      | 1     | 3    |
| Cogianco            | 0      | 0            | 0    | 3      | 0     | 3    |
| Latina              | 0      | 0            | 0    | 3      | 0     | 3    |
| Sandro Abate        | 0      | 0            | 0    | 3      | 0     | 3    |
| Reggio              | 0      | 0            | 0    | 2      | 5     | 7    |
| Putignano           | 0      | 0            | 0    | 2      | 0     | 2    |
| Cagliari            | 0      | 0            | 0    | 1      | 3     | 4    |
| CUS Chieti          | 0      | 0            | 0    | 1      | 1     | 2    |
| Pro Scicli          | 0      | 0            | 0    | 1      | 1     | 2    |
| CLT Terni           | 0      | 0            | 0    | 1      | 1     | 2    |
| Napoli Vesevo       | 0      | 0            | 0    | 1      | 1     | 2    |
| Milano              | 0      | 0            | 0    | 1      | 0     | 1    |
| Martina             | 0      | 0            | 0    | 1      | 0     | 1    |
| Imola               | 0      | 0            | 0    | 1      | 0     | 1    |
| Maritime            | 0      | 0            | 0    | 1      | 0     | 1    |
| C.M.B.              | 0      | 0            | 0    | 1      | 0     | 1    |
| Ciampino            | 0      | 0            | 0    | 1      | 0     | 1    |
| L84                 | 0      | 0            | 0    | 1      | 0     | 1    |
| Verona              | 0      | 0            | 0    | 0      | 2     | 2    |
| Atletico Palermo    | 0      | 0            | 0    | 0      | 2     | 2    |
| Napoli Barrese      | 0      | 0            | 0    | 0      | 2     | 2    |
| Pomezia             | 0      | 0            | 0    | 0      | 1     | 1    |
| Firenze             | 0      | 0            | 0    | 0      | 1     | 1    |
| Divino Amore        | 0      | 0            | 0    | 0      | 1     | 1    |
| Bellona             | 0      | 0            | 0    | 0      | 1     | 1    |
| Cotrade Torino      | 0      | 0            | 0    | 0      | 1     | 1    |
| Trinacria           | 0      | 0            | 0    | 0      | 1     | 1    |
| Bergamo             | 0      | 0            | 0    | 0      | 1     | 1    |
| Lido di Roma        | 0      | 0            | 0    | 0      | 1     | 1    |
| Marcianise          | 0      | 0            | 0    | 0      | 1     | 1    |
| Giampaoli Ancona    | 0      | 0            | 0    | 0      | 1     | 1    |
| Cesena              | 0      | 0            | 0    | 0      | 1     | 1    |
| Cinecittà           | 0      | 0            | 0    | 0      | 1     | 1    |
| Atiesse             | 0      | 0            | 0    | 0      | 1     | 1    |